# Resolució 1846 del Consell de Seguretat de les Nacions Unides
La Resolució 1846 del Consell de Seguretat de les Nacions Unides fou adoptada per unanimitat el 2 de desembre de 2008. Després de recordar les resolucions 1814 (2008), 1816 (2008) i 1838 (2008) sobre la situació a Somàlia, el Consell ha decidir reforçar els esforços internacionals per lluitar contra la pirateria a les costes de Somàlia, convidant durant els pròxims 12 mesos als Estats i les organitzacions regionals que cooperessin amb el Govern Federal de Transició de Somàlia a entrar en aigües territorials de Somàlia i utilitzar " tots els mitjans necessaris", com ara desplegar embarcacions i avions militars, apoderar-se i disposar d'embarcacions, vaixells, armes i equips relacionats amb la pirateria, per combatre la pirateria i el robatori a mà armada a la costa somali, d'acord amb això amb dret internacional, proporcionant-ne un informe al Consell sobre el progrés de les accions en un termini de 9 mesos.
El Consell assenyala que aquesta autorització només s'aplica a Somàlia i no es considerarà precedent per al dret internacional consuetudinari. Alhora va expressar la seva preocupació per les conclusions d'un informe del Grup de seguiment sobre Somàlia del 20 de novembre, on subratlla que augmentar els pagaments del rescat ha provocat un creixement de la pirateria a la costa de Somàlia. Per això exhorta als Estats, a l'Organització Marítima Internacional (OMI) i a les indústries navilieres i asseguradores que aconsellin i guiïn adequadament els vaixells sobre com evitar, evadir i defensar-se dels atacs, així com proporcionar a Somàlia i als estats costaners propers assistència tècnica per tal d'assegurar la seguretat marítima i costanera. També acull amb satisfacció la iniciativa de la Unió Europea de protegir els combois del Programa Mundial d'Aliments amb ajuda a Somàlia.